# 興奮性突觸後電位

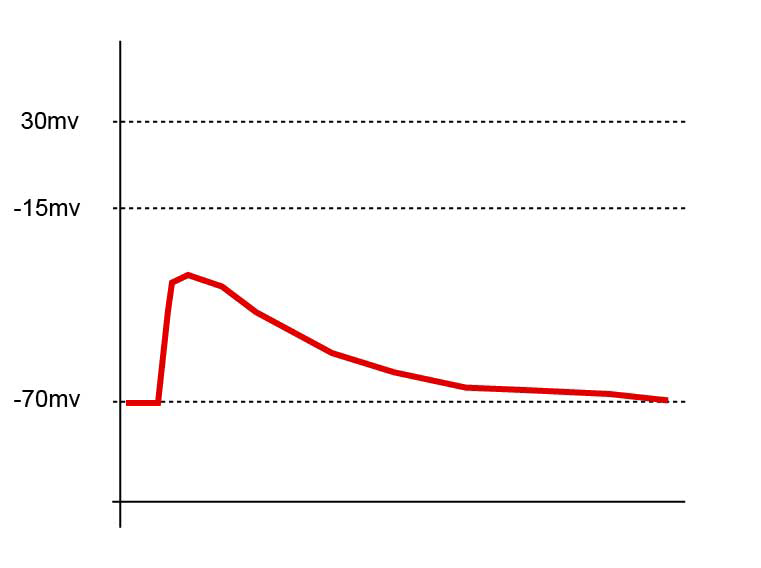
該單一EPSP不能使膜充分地去極化以產生動作電位。

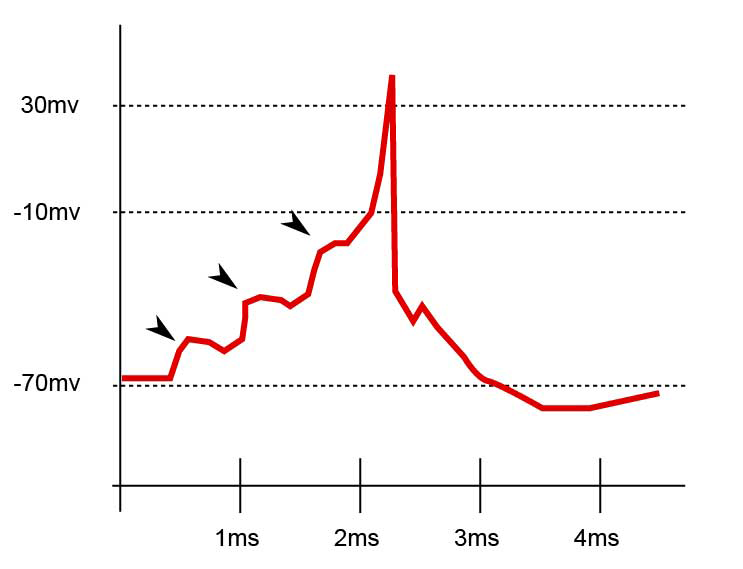
這三個EPSP的總和產生一個動作電位。

在神經科學中，興奮性突觸後電位（英語：Excitatory postsynaptic potential，EPSP）是使突觸後神經元更有可能激發動作電位的突觸後電位。由於帶正電的離子流入突觸後細胞，導致突觸後膜電位的暫時去極化，是打開配體門控離子通道的結果。這與抑制性突觸後電位(IPSP)相反，抑制性突觸後電位通常是由於負離子流入細胞或正離子流出細胞而引起的。EPSP也可能是由於流出的正電荷減少所致，而IPSP有時是由於正電荷流出量增加所致。引起EPSP的離子流是興奮性突觸後電流。
像IPSP一樣，EPSP也具有累加效果。當多個EPSP出現在突觸後膜的各單個區塊上時，它們的綜合作用就是各個區塊EPSP的總和。較大的EPSP導致較大的膜去極化程度，因此增加了突觸後細胞達到激發動作電位閾值的可能性。
活細胞中的EPSP是化學引起的。當活躍的突觸前細胞將神經遞質釋放到突觸中時，其中一些會與突觸後細胞上的受體結合。這些受體中的許多受體都包含一個離子通道，該通道能夠將帶正電的離子傳遞到細胞中或從細胞中傳遞出去(此類受體稱為離子型受體)。在興奮性突觸中，離子通道通常允許鈉離子進入細胞，從而產生興奮性突觸後電流。這種去極化電流導致膜電位的增加，此即為EPSP。

## 外部連結
- Quantal transmission at neuromuscular synapses （页面存档备份，存于）